# Schoonspringen op de Olympische Zomerspelen 1964
Schoonspringen is een van de sporten die beoefend werden tijdens de Olympische Zomerspelen 1964 in Tokio.

## Heren

### 3 m plank
| rang   | sporter            | land | punten |
| ------ | ------------------ | ---- | ------ |
| Goud   | Kenneth Sitzberger | USA  | 159.90 |
| Zilver | Francis Gorman     | USA  | 157.63 |
| Brons  | Larry Andreasen    | USA  | 143.77 |
| 4      | Hans-Dieter Pophal | EUA  | 142.58 |
| 5      | Göran Lundqvist    | SWE  | 138.65 |
| 6      | Boris Poloeljakh   | URS  | 138.64 |
| 7      | Mikhail Safonov    | URS  | 134.00 |
| 8      | Vladimir Vasin     | URS  | 133.48 |

### 10 m torenspringen
| rang   | sporter          | land | punten |
| ------ | ---------------- | ---- | ------ |
| Goud   | Robert Webster   | USA  | 148.58 |
| Zilver | Klaus Dibiasi    | ITA  | 147.54 |
| Brons  | Thomas Gompf     | USA  | 146.57 |
| 4      | Roberto Madrigal | MEX  | 144.27 |
| 5      | Viktor Palagin   | URS  | 143.77 |
| 6      | Brian Phelps     | GBR  | 143.18 |
| 7      | Rolf Sperling    | EUA  | 142.24 |
| 8      | Toshio Otsubo    | JPN  | 142.05 |

## Dames

### 3 m plank
| rang   | sporter             | land | punten |
| ------ | ------------------- | ---- | ------ |
| Goud   | Ingrid Engel-Krämer | EUA  | 145.00 |
| Zilver | Jeanne Collier      | USA  | 138.36 |
| Brons  | Mary Willard        | USA  | 138.18 |
| 4      | Sue Gossick         | USA  | 129.70 |
| 5      | Tamara Fjedosova    | URS  | 126.33 |
| 6      | Jelena Anokhina     | URS  | 125.60 |
| 7      | Kanoko Mabuchi      | JPN  | 125.28 |
| 8      | Angelika Hilbert    | EUA  | 123.27 |

### 10 m torenspringen
| rang   | sporter             | land | punten |
| ------ | ------------------- | ---- | ------ |
| Goud   | Lesley Bush         | USA  | 99.80  |
| Zilver | Ingrid Engel-Krämer | EUA  | 98.45  |
| Brons  | Galina Aleksejeva   | URS  | 97.60  |
| 4      | Linda Cooper        | USA  | 96.30  |
| 5      | Christiane Lanzke   | EUA  | 92.92  |
| 6      | Ingeborg Pertmayr   | AUT  | 92.70  |
| 7      | Natalja Koeznetsova | URS  | 90.91  |
| 8      | Barbara Talmage     | USA  | 89.60  |

## Medaillespiegel
| rang   | land               | goud | zilver | brons | totaal |
| ------ | ------------------ | ---- | ------ | ----- | ------ |
| 1      | Verenigde Staten   | 3    | 2      | 3     | 8      |
| 2      | Duits eenheidsteam | 1    | 1      | 0     | 2      |
| 3      | Italië             | 0    | 1      | 0     | 1      |
| 4      | Sovjet-Unie        | 0    | 0      | 1     | 1      |
| totaal | totaal             | 4    | 4      | 4     | 12     |